# Équipe des îles Marshall de football
Maillots
L'équipe des Îles Marshall de football est une sélection regroupant les meilleurs joueurs marshallais non reconnue internationalement, non membre de la FIFA ni de l'OFC.

## Histoire
Il n'y avait pas d'équipe nationale avant 2018 ; les habitants pratiquaient toutefois ce sport notamment au Sports stadium situé à Delap-Uliga-Darrit. Une fédération, la Marshall Islands Soccer Federation, est officiellement crée 31 décembre 2020.
En août 2025, l'équipe dispute son premier match dans le cadre de l'Outrigger Challenge Cup, une compétition organisée par les Îles Marshall à Springdale, en Arkansas aux États-Unis : l'équipe s'incline sur le score de 4 à 0 face à la sélection des Îles Vierges des États-Unis puis deux jours après face aux Turques-et-Caïques sur le score de 3 à 2.